# Jakob Emanuel Gaisser

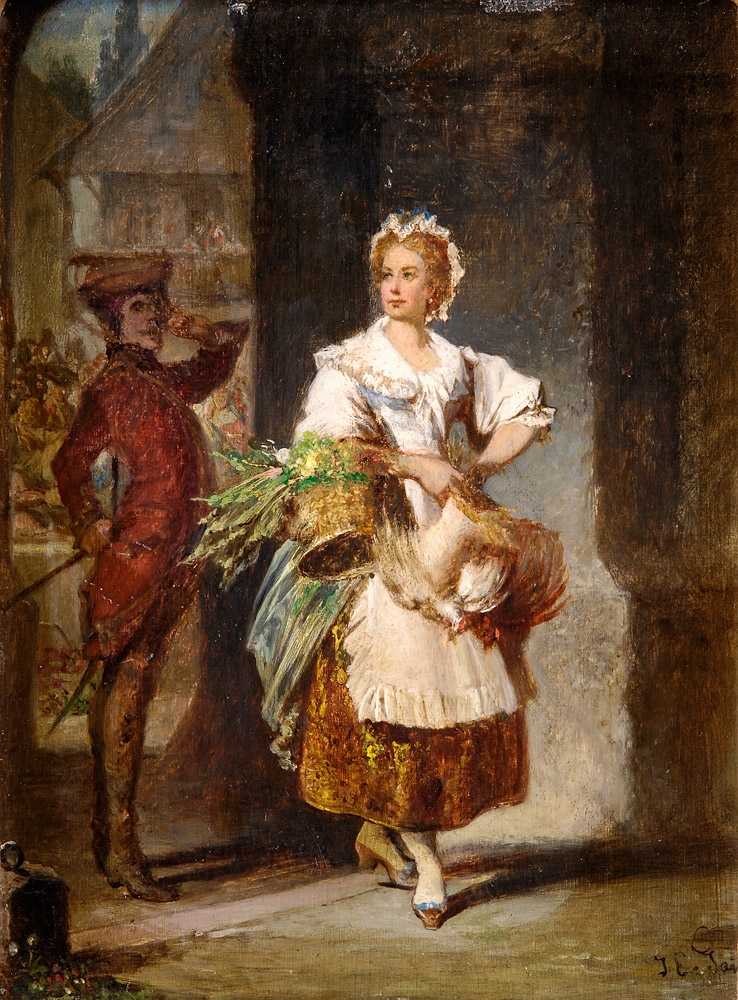
Die schöne Marketenderin

Jakob Emanuel Gaisser (auch Gaißer, * 21. November 1825 in Augsburg; † 21. Januar 1899 in München) war ein deutscher Genremaler. Er ist der Vater von Max Gaisser.
Jakob Emanuel Gaisser erhielt seinen ersten Malunterricht vom Vater, einem Zeichnungslehrer, studierte weiter an der Hochschule Augsburg bei Johann Wilhelm Rudolf Geyer (1807–1875) und dann an der Akademie der Bildenden Künste München bei Clemens von Zimmermann (1788–1869) und Julius Schnorr von Carolsfeld (1794–1872). Nach dem Studium war Gaisser als Lehrer an der Feiertags-Fortbildungsschule in Augsburg tätig. 1863 kam er nach München, um sich voll der Malerei zu widmen. Jakob Emanuel Gaisser schuf viele Genrebilder im Stile der niederländischen Malerei des 17. und 18. Jahrhunderts. Viele seiner Werke erschienen in Form von Postkarten und in illustrierten Zeitschriften.
Sein Sohn, Max Gaisser (1857–1922), wurde ebenfalls Genremaler.